# Hermann Drechsler
Hermann Drechsler (* 4. August 1876 in Göttendorf; † 16. August 1951 in Gera) war ein deutscher Redakteur einer Arbeiterzeitung, USPD-Funktionär und Landrat (SPD/KPD).

## Leben
Drechsler wurde als Sohn eines Webermeisters im Vogtländischen Oberland geboren. Nach dem Besuch der Volksschule erlernte er den Beruf des Webers. Danach begab er sich auf Wanderung und verdiente seinen Unterhalt von 1895 bis 1900 in der Schweiz. Dort gründete er den Schweizer Textilarbeiterverband mit. Danach kehrte in die Nähe seines Heimatortes zurück und wurde in Gera Arbeitersekretär beim Deutschen Textilarbeiterverband. Von 1907 bis 1919 arbeitete er als Redakteur für die „Reußische Tribüne“ und war von 1919 bis 1920 Mitglied des Reußischen Landtags. In Gera gab er Arbeiterbildungskurse und wirkte darauf hin, dass die Masse der Geraer Sozialdemokraten sich der Unabhängigen Sozialdemokratischen Partei Deutschlands (USPD) anschloss. Im November 1918 war er Mitglied eines Arbeiter- und Soldatenrates in Gera und beteiligte sich im März 1920 an der Niederschlagung des Kapp-Putsches, bei dem die antirepublikanischen Militärs die Schlappe bei Zickra hinnehmen mussten. Von 1922 bis 1924 war Drechsler Landrat mit dem Mandat der USPD und befand sich danach im Wartestand. In dieser Funktion ließ er im November 1923 Personen auf dem Weg nach München festnehmen, die sich am Hitlerputsch beteiligen wollten. 1929 wurde er Beigeordneter der Stadt Gera.
Bereits in der Thüringer "NS-Ära" unter dem Minister für Inneres und Volksbildung Wilhelm Frick wurde er 1931 seines Amtes enthoben, nach der Machtübernahme durch die Nationalsozialisten im Deutschen Reich 1933 in „Schutzhaft“ genommen und unter Polizeiaufsicht gestellt. Bei der „Aktion Gitter“ im August 1944 wurde er verhaftet und blieb bis zur Befreiung des Lagers im KZ Buchenwald interniert, wo er im April 1945 in die KPD aufgenommen wurde. Im selben Jahr wurde Drechsler wieder Landrat mit dem Mandat der KPD, aber bereits 1946 in den Ruhestand versetzt.
Zu DDR-Zeiten wurde in Gera eine Straße nach ihm benannt, die nach 1990 nicht umbenannt wurde.
Drechsler war verheiratet. Sein Sohn Erich Drechsler wurde ein Maler, Nervenarzt, Direktor der Psychiatrischen Klinik von Stadtroda und war zugleich Politiker sowie Funktionär der SED und des FDGB.

## Veröffentlichungen
- Die Hypothekarverschuldung von 400 bäuerlichen Anerbengütern im Amtsgerichtsbezirk Schleiz, Schleiz 1931
- Der deutsche Bauernkrieg. Zeitbilder, hrsg. von der Bildungsgenossenschaft Tinz, 1924
- Aus der Werkstatt der Natur. Gemeinverst. Einf. in die Naturwissenschaften, Berlin : Büchergilde Gutenberg, 1930
- Aktenstaub. Aus dem Tagebuch eines Wohlfahrtsdezernenten, Berlin: Verl. Anst. "Courier", 1932
- Nickelmann. Heitere Tierfabeln, Jena: Thüringer Verlagsanstalt und Druckerei, [1925][3]